# NGC 3641
NGC 3641 é uma galáxia elíptica (E) localizada na direcção da constelação de Leo. Possui uma declinação de +03° 11' 41" e uma ascensão recta de 11 horas, 21 minutos e 08,8 segundos.
A galáxia NGC 3641 foi descoberta em 22 de Março de 1865 por Albert Marth.